# Destroyer (2018)
Destroyer ist ein Kriminal- und Actionfilm von Karyn Kusama, der am 31. August 2018 beim Telluride Film Festival uraufgeführt wurde, am 7. September 2018 beim Toronto International Film Festival  seine internationale Premiere feierte und am 25. Dezember 2018 in die US-amerikanischen Kinos kam.

## Handlung
LAPD-Detektivin Erin Bell trifft am Tatort eines Mordes an John Doe ein und informiert die Einsatzkräfte darüber, dass sie die Identität des Mörders kennt.
Auf der Polizeistation erhält Erin einen unbeschrifteten Umschlag mit einem 100-Dollar-Schein, der von einer Farbpackung befleckt ist. Über einen Kontakt beim FBI bestätigt sie, dass der Schein von einem Banküberfall stammt, der 16 Jahre zuvor von einer kalifornischen Bande begangen wurde und in den ihr ehemaliger Partner, der FBI-Agent Chris, und sie als Undercover-Beamte verwickelt waren. Sie erklärt ihren Vorgesetzten, dass sie den Schein als Beweis dafür ansieht, dass der Anführer der Bande, Silas, wieder aktiv ist.
Erin arbeitet sich durch die verbliebenen Bandenmitglieder hindurch, um Silas zu finden. Sie beginnt mit Toby, der im Gefängnis war, jetzt aber schwer krank ist und bei seiner Mutter lebt, die mitfühlend freigelassen wird. Sie gibt ihm einen Handjob als Gegenleistung für den Standort von Arturo, einem Mitglied der Bande, der für seine früheren Verbrechen büßt, indem er Einwanderern unentgeltliche Rechtsdienstleistungen anbietet. Arturo verrät Erin den Aufenthaltsort von Dennis DiFranco, einem Anwalt, der die millionenschwere Beute des ursprünglichen Raubüberfalls wäscht und aus dem Erin schließt, dass Silas wieder aktiv ist, weil das Geld aus diesem Überfall fast aufgebraucht ist. Nachdem Erin ihn verprügelt hat, gibt DiFranco ihr den Ort des nächsten Geldwurfs bekannt, der von Silas’ Freundin Petra durchgeführt wird, die eine schwere Drogenabhängigkeit entwickelt hat. Erin verfolgt Petra und greift schließlich in einen Banküberfall ein, der von Silas’ neuer Bande begangen wurde. Petra und sie verletzen sich gegenseitig brutal und enden damit, dass Erin Petra entführt.
Rückblenden enthüllen, dass Erin und Chris während ihrer verdeckten Ermittlungen eine romantische Beziehung entwickelten, in der Erin schließlich schwanger wurde und später ihre Tochter Shelby bekam. Auf Erins Geheiß beschlossen sie, legitime Teilnehmer an einem Banküberfall zu werden, und planten, ihre Anteile an dem Raubüberfall zu übernehmen, ihren Vorgesetzten zu melden, dass sie den Kontakt zur Bande verloren hatten, und schließlich aus der Polizei auszutreten. Der Raubüberfall scheiterte, als in einem der Beutel ein Farbstoffpaket explodierte und Silas den Bankangestellten tötete, der es versehentlich hineingelegt hatte. Als Chris einzugreifen versuchte, wurde er von Silas erschossen. Nachdem sie mit dem Lieferwagen gegen einen Müllcontainer gefahren war und Toby schwer verletzt hatte, verheimlichte Erin ihren Anteil am Raubüberfall und kehrte zur Polizei zurück, ohne ihren ursprünglichen Plan oder ihren Anteil am Raub preiszugeben.
In der Gegenwart besucht Erin Ethan, Shelbys Adoptivvater, und spricht später mit Shelby. Erin besucht eine Self-Storage-Einheit, um ihren Anteil von mehr als 300.000 US-Dollar an dem gestohlenen Geld zurückzuholen, stellt jedoch fest, dass bis auf 11.000 US-Dollar alles mit Farbe befleckt ist. Silas sendet eine SMS an Petras Telefon und weist sie an, ihn im Bowtie Park zu treffen, wo Erin ihn konfrontiert und erschießt, um Chris zu rächen. Am nächsten Morgen kehrt sie zurück und findet die Polizei vor, die den Tatort untersucht, die Ermittlungen zum John Doe-Mord führt, die in der ersten Szene des Films dargestellt werden. Nachdem Silas tot ist, beweist Erin gegenüber ihrem Partner Antonio ihre Schuld und wo er Petra, einen befleckten Geldschein und den Schlüssel zu ihrer Lagereinheit finden kann. Erin blutet seit Stunden innerlich aufgrund der Verletzungen, die sie sich während einer Prügelstrafe durch DiFrancos Leibwächter und bei ihrem Kampf mit Petra zugezogen hat. Erin stirbt, während sie in ihrem Auto sitzt.

## Produktion
Regie führte Karyn Kusama. Das Drehbuch schrieben Phil Hay und Matt Manfredi.
Der Film hatte am 31. August 2018 beim Telluride Film Festival seine Weltpremiere und wurde am 7. September 2018 beim Toronto International Film Festival gezeigt. Im Oktober 2018 erfolgte eine Vorstellung im Rahmen des London Film Festivals, bevor der Film am 25. Dezember 2018 in die US-amerikanischen Kinos kam. Der Kinostart in Deutschland – wo er bereits 2018 beim Fantasy Filmfest gezeigt wurde – war der 14. März 2019.

### Synchronisation
Die deutsche Synchronisation entstand nach einem Dialogbuch und unter der Dialogregie von Harald Wolff im Auftrag der Cinephon Filmproduktions GmbH, Berlin.
| Schauspieler            | Rolle            | Deutsche Stimme      |
| ----------------------- | ---------------- | -------------------- |
| Nicole Kidman           | Erin Bell        | Petra Barthel        |
| Toby Kebbell            | Silas            | Nico Sablik          |
| Tatiana Maslany         | Petra            | Anna Grisebach       |
| Sebastian Stan          | Chris            | Björn Schalla        |
| Scoot McNairy           | Ethan            | Matthias Deutelmoser |
| Bradley Whitford        | DiFranco         | Till Hagen           |
| Toby Huss               | Gil Lawson       | Frank Röth           |
| James Jordan            | Toby             | Tommy Morgenstern    |
| Beau Knapp              | Jay              | Ricardo Richter      |
| Jade Pettyjohn          | Shelby           | Vivien Gilbert       |
| Shamier Anderson        | Antonio          | Christoph Banken     |
| Zach Villa              | Arturo           | Karim El Kammouchi   |
| Natalia Cordova-Buckley | Detective Gavras | Cornelia Waibel      |

## Rezeption

### Altersfreigabe
In den USA erhielt der Film von der MPAA ein R-Rating, was einer Freigabe ab 17 Jahren entspricht. In Deutschland wurde er von der FSK ab 12 Jahren freigegeben.

### Kritiken
Der Film überzeugte 73 % der Kritiker bei Rotten Tomatoes und erhielt dort die Durchschnittswertung 6,67 von 10 möglichen Punkten.
In der Online-Ausgabe der Zeit bemerkt Barbara Schweizerhof, dass es als normal gelte, wenn männliche Ermittler in Filmen versoffen und lebensüberdrüssig wirkten. Eine ähnlich heruntergekommene Frau finde aber nicht so leicht Zuschauersympathien. Schweizerhof bemerkt an Destroyer, der seit seiner Premiere eher gemischte Kritiken bekommen habe, den weiblichen Standpunkt und den Willen, auf keinen Fall nostalgisch zu wirken.
In Variety findet Peter Debruge, dass Destroyer die Grenzen dessen aufhebe, was eine Schauspielerin auf der Leinwand zeigen dürfe. Sie habe nun die Möglichkeit, eine Figur auch schwierig, fies und fast völlig unabhängig anzulegen.
Peter Travers von Rolling Stone schreibt über Nicole Kidman, die Schauspielerin habe noch nie so verwüstet ausgesehen und zeige dem Zuschauer, „wie sehr ihre Psyche verletzt wurde.“
Der Filmdienst beurteilt den Film als „spannende Mischung aus actionreichem Polizeithriller und beklemmendem Porträt einer schwer traumatisierten Frau, die mit den Geistern der Vergangenheit kämpft“ und lobt Nicole Kidmans „außerordentlich[es]“ Schauspiel.

### Auszeichnungen
Golden Globe Awards 2019
- Nominierung als Beste Hauptdarstellerin (Nicole Kidman)[10]

Hollywood Music in Media Awards 2018
- Nominierung für die Beste Filmmusik – Spielfilm (Theodore Shapiro)[11]

London Film Festival 2018
- Nominierung als Bester Film im offiziellen Wettbewerb (Karyn Kusama)[12]

Satellite Awards 2018
- Nominierung als Beste Filmschauspielerin (Nicole Kidman)[13]

Saturn-Award-Verleihung 2019
- Nominierung in der Kategorie Best Thriller Film Release
- Nominierung als Beste Hauptdarstellerin (Nicole Kidman)
- Nominierung für die Beste Regie (Karyn Kusama)

Toronto International Film Festival 2018
- Nominierung für den Platform Prize (Karyn Kusama)